# Weser-Marathon
Der Weser-Marathon ist eine Regatta für Kanuten und Ruderer von Hann. Münden über Beverungen (53 km, „Bronze“) und Holzminden (80 km, „Silber“) nach Hameln (135 km, „Gold“) auf der Weser.

## Veranstaltungsdaten
Die Regatta heißt offiziell ICF Weser-Marathon-Fahrt und findet jedes Jahr meist am ersten Sonntag im Mai statt. 2012 fand dieser am 29. April statt. Gestartet wird traditionell ab 6:00 Uhr in der Schleuse in Hann. Münden. Die 1.600 bis 2.000 Teilnehmer pro Veranstaltung kommen vor allem aus Deutschland, Dänemark und den Niederlanden. Veranstalter sind im Wechsel die zwei Kanu-Clubs Mündener Kanu-Club e. V. und Kanu-Club Hameln e. V. Die Platzierung erfolgt über die zurückgelegte Wegstrecke; für eine Fahrt bis nach Beverungen gibt es eine Bronzemedaille, bis nach Holzminden eine Silbermedaille. Gold erhält, wer bis Hameln kommt. Eine Zeitnahme erfolgt nicht.

## Geschichte
Die Marathon-Fahrt auf der Oberweser von Hann. Münden bis Hameln wurde 1970 zum ersten Mal gestartet. Die zweite Fahrt fand 1972 statt, seitdem wird der Weser-Marathon jährlich veranstaltet. Am 2. Mai 2010 wurde der 40. Weser-Marathon mit ca. 1.600 gemeldeten Teilnehmern durchgeführt.